# Hanns Bruno Geinitz

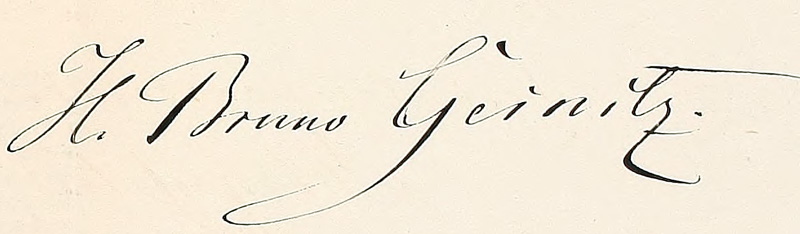
Podpis H. B. Geinitze

Hanns Bruno Geinitz (16. října 1814, Altenburg – 28. ledna 1900, Drážďany) byl německý geolog, mineralog a paleontolog.
Studoval na univerzitách v Berlíně a v Jeně, byl žákem Friedricha Augusta von Quenstedta. Zabýval se především studiem karbonských a křídových hornin. Poprvé vědecky popsal mnoho fosílií, například silurské graptolity, zkoumal také pískovce a vápence z období křídy v Sasku a Čechách a fosilní rostliny a živočichy v horninách permu.

## Život
Po vyučení lékárníkem začal Geinitz v roce 1834 studovat přírodní vědy na Humboldtově Univerzitě v Berlíně, ve kterých pokračoval od roku 1837 na univerzitě v Jeně. Tam ve stejném roce získal doktorát za práci na thüringenském Muschelkalku. Od roku 1838 Geinitz učil fyziku a chemii na Technické Univerzitě v Drážďanech. V roce 1844 se stal členem Německé akademie přírodních věd Leopoldina. V roce 1850 byl Geinitz jmenován vedoucím nově vytvořené katedry Geognosie, mineralogie a přírodní historie na Technické Univerzitě v Drážďanech.
V roce 1856 založil Geinitz a další zainteresovaní Karcha-Dresdner Braunkohlen-Verein (Karcho-Drážďanský hnědouhelný spolek), jehož správní radě předsedal. Protože uhelná ložiska v Karche (dnes součást města Nossen) nevyhovovala pro plánovanou produkci fotogenu (lehkého olej získaného destilací živičných břidlic, uhlí nebo rašeliny: kdysi komerčně vyráběný hlavně jako osvětlovací prostředek a jako rozpouštědlo), našel vhodné ložisko v břidlicových uhlonosných vrstvách v Markvarticích u České Kamenice. Spolek zde zřídil pobočku továrny na fotogen. Finanční prostředky spolku byly vyčerpány a zvýšeným dovozním clem z Čech nebylo možné dosáhnout zisku, takže spolek v roce 1860 zkrachoval.
V roce 1857 se Geinitz stal ředitelem nově založeného Mineralogického a geologického muzea v Drážďanech (Museum für Mineralogie und Geologie Dresden; Senckenberg Naturhistorischen Sammlungen Dresden).